# Club Atlético San Lorenzo de Almagro (futsal femenino)
El Club Atlético San Lorenzo de Almagro es un club social y deportivo de Argentina, fundado el 1 de abril de 1908. La sección de futsal femenino es el equipo representativo de la institución en dicho deporte que compite en la Primera División de Futsal Femenino de AFA. 
Su sede está situada en la Comuna 5 de la Ciudad Autónoma de Buenos Aires (CABA), Argentina, más precisamente en el barrio de Boedo donde se encuentra su estadio principal, el Polideportivo Roberto Pando. También cuenta con la Ciudad Deportiva ubicada en la Comuna 4 de la Ciudad Autónoma de Buenos Aires, más precisamente en barrio de Nueva Pompeya. En este predio está ubicado el "Salón San Martín" (mismo nombre que llevaba el Salón ubicado en las inmediaciones del Viejo Gasómetro de Av. La Plata donde San Lorenzo desarrollaba sus actividades bajo techo) donde el club comenzó a desarrollar el Futsal Femenino en el año 2004 y que actualmente alberga a más de 100 deportistas en las distintas categorías inferiores que tiene el club compitiendo en los torneos que organiza la Asociación del Fútbol Argentino. El Salón San Martín fue el lugar de formación de grandes figuras de la institución y de la Selección Argentina de Futsal y Fútbol Femenino (Eliana Medina, Cecilia López, Carina Núñez, Sofía Florentín y Lorena Benítez entre otras). 
San Lorenzo comenzó a competir en los torneos de Futsal Femenino organizados por la Asociación del Fútbol Argentino desde su inicio en el año 2004 y desde el 2005 en adelante fue el dominador de la liga convirtiéndose en el más ganador a nivel nacional con sus 26 títulos de Primera División (15 ligas, 6 anuales, 1 Copa Argentina, 2 Supercopas, 1 Liga Nacional y 1 Copa de Oro). El éxito nacional lo llevó a ser uno de los equipos más representativos de la historia de la Copa Libertadores de Futsal Femenino siendo el club con más participaciones de todo el continente y líder de la tabla histórica de puntos del torneo.

## Historia
El Futsal Femenino es la disciplina más ganadora de San Lorenzo en el siglo XXI. Compite en los torneos de la Asociación del Fútbol Argentino desde sus inicios en el año 2004 y actualmente cuenta en su historial con 26 campeonatos que lo colocan como el club más ganador de la Argentina. Además posee una gran cantidad de títulos en sus categorías juveniles.
La primera división fue campeona de la liga organizada por AFA en los torneos Apertura 2008, 2009, 2011, 2012 y 2013, los torneos Clausura 2008, 2009, 2010, 2011 y 2017, las finales anuales de 2008, 2009, 2011, 2012, 2017 y los torneos 2005, 2006, 2015, 2016, 2022 y 2023 que duraron todo el año.
El conjunto azulgrana también conquistó la Copa Argentina 2018, la Supercopa 2019 y 2021, la Liga Nacional 2019 y la Copa de Oro 2022.
Además participó en la Copa Libertadores de Futsal Femenino de los años 2013, 2015, 2016, 2017, 2018, 2022 y 2023 logrando la medalla de plata en dos oportunidades y la de bronce en cuatro ocasiones. Actualmente es el club argentino y sudamericano que más veces participó de este torneo continental y el líder de la tabla histórica de puntos.
San Lorenzo también logró los siguientes torneos nacionales no oficiales: Copa Integración 2006, la Copa Municipalidad de San Martín 2008, la Copa Mendoza 2008 y el Juego de las Estrellas (Pico Truncado) 2011. Además de los torneos internacionales: Copa Mujer y Deporte 2012 disputada en Chile y la Copa Comu Challenger 2019 disputada en Argentina.

### Torneo de AFA 2015 "Anahí Garnica"
El campeonato de Primera División de Futsal Femenino 2015 (denominado "Torneo Anahí Garnica" en memoria a la primera mujer bombero de la Policía Federal caída en cumplimiento del deber en el siniestro de la empresa Iron Mountain el 5 de febrero de 2014) fue el décimo sexto título obtenido por San Lorenzo con la particularidad de ser el primero con Claudio García como entrenador principal del equipo.
El conjunto azulgrana fue el dominador de la fase regular del certamen clasificando en la primera posición a las instancias de play-off lo que le permitió comenzar esta fase desde las semifinales.
La semifinal fue disputada el 16 de noviembre de 2015 en el clásico entre San Lorenzo y River Plate en el Polideportivo Quinequela Martín. En la semifinal, disputada a partido único en cancha neutral, el Ciclón comenzó dominando el encuentro tras culminar el primer tiempo con un 3-0 a favor gracias a los tantos de Luz Giménez, Melisa Pérez y Eliana Medina pero en el complemento las millonarias lograron la igualdad poniendo el 3-3 y estirando la definición al tiempo suplementario. En el alargue, San Lorenzo volvería a ponerse en ventaja con un tanto de Sindy Ramírez pero nuevamente llegaría el empate de River poniendo el 4-4 final y llevando la definición a los tiros desde el punto de penal. Ya en la tanda de penales San Lorenzo lograría la victoria por 3-1 gracias a los tantos de Sindy Ramírez, Eliana Medina y Débora Molina y una atajada de su arquera Lucrecia Morra.
La final del torneo se disputó el 20 de noviembre de 2015 a partido único en cancha neutral (Polideportivo Quinquela Martín) y fue el clásico entre San Lorenzo y Racing Club. El conjunto de Avellaneda comenzaría dominando el encuentro y marcando el primer tanto del partido para irse al descanso 0-1 arriba. Durante la etapa complementaria, con los tantos de Caterina Taker y Eliana Medina, San Lorenzo logra rápidamente dar vuelta el marcador y sostener el resultado hasta el final para quedarse con un nuevo título y la clasificación a la Copa Libertadores de Futsal Femenino 2016. Al finalizar el encuentro la jugadora Agustina Fernández anunció su retiro de la disciplina.

### Torneo de AFA 2016 "Copa Bicentenario"
El campeonato de Primera División de Futsal Femenino 2016 fue el decimoséptimo título obtenido por el Club Atlético San Lorenzo de Almagro. El mismo consistió en una primera etapa clasificatoria a play-off, una etapa campeonato y por último la fase de play-off. En la primera fase del torneo San Lorenzo logró una buena cosecha de puntos producto de 10 victorias en 13 encuentros disputados lo que le permitió acceder a la "Etapa Campeonato". En la instancia de "Etapa Campeonato" que definiría los cruces de los play-off y las ventajas en caso de igualdad de puntos y goles en dichos cruces, el conjunto azulgrana tendría una pobre cosecha de puntos producto de una victoria y un empate en seis encuentros obligándolo a tener que ganar en todas las llaves para poder avanzar hacia la final y a enfrentar a los rivales mejor ubicados en la tabla del torneo.
El cruce en cuartos de final fue frente a Kimberley que contaba con Camila Gomes Ares como una de sus principales figuras. El partido de ida se disputó el 13 de noviembre en el microestadio de Villa La Ñata con un resultado final de 1-1 (el tanto azulgrana lo marcó Daiana Galván), lo que obligaba a San Lorenzo a tener que ganar sí o sí en el partido de vuelta para poder pasar a las semifinales. El partido de vuelta se disputó el 17 de noviembre en el club Juventud de Tapiales. El encuentro finalizó 5-3 a favor de San Lorenzo con tres tantos de Eliana Medina,uno de Sindy Ramírez y uno de Débora Molina. Así "Las Santitas" pudieron acceder a las semifinales del torneo de AFA.
El cruce de semifinales para San Lorenzo en esta instancia sería Racing Club. El primer partido por las semifinales se disputó en el Club Atlanta el 20 de noviembre con una victoria del Ciclón por 2-1 con tantos de Eliana Medina y Cecilia López. El partido de vuelta se disputó en el microestadio de SECLA, ubicado en la localidad de Avellaneda, el 1 de diciembre y San Lorenzo lograría nuevamente la victoria por 2-0 con tantos de Flavia Cavia y Débora Molina accediendo así por segundo año consecutivo a la final del torneo de AFA.
La final del Torneo de AFA 2016 se disputó el 13 de diciembre a partido único en cancha neutral(Club Atlanta) entre San Lorenzo y Sportivo Barracas. En un encuentro muy parejo, San Lorenzo logró abrir el marcador con una combinación entre dos de sus jugadoras más jóvenes, Cecilia López habilitó a Lourdes Lezcano quien marcó el 1-0 durante el primer tiempo. En la segunda etapa, "Las Santitas" aguantaron el resultado y tras un ataque de las arrabaleras con arquero jugador sobre el final del partido, Lucrecia Morra, sentenció el encuentro con un remate desde su propio arco poniendo el 2-0 final al encuentro y asegurando el bicampeonato para San Lorenzo. Al conseguir este título San Lorenzo se clasificó para disputar la Copa Libertadores de Futsal Femenino 2017.

### Torneo Clausura 2017
El Torneo Clausura 2017 fue el décimo octavo título obtenido por el Club Atlético San Lorenzo de Almagro. Este torneo estuvo conformado por una etapa regular y una etapa de play-off. San Lorenzo superó la primera fase con algunos altibajos y consiguió clasificarse a la etapa de play-off que reunía a los 8 mejores equipos del torneo.
El cruce por los cuartos de final de la eliminatoria para el Ciclón sería frente a River Plate a partidos ida y vuelta en cancha neutral. El primero se disputó en el estadio de SECLA el 3 de diciembre con una victoria del conjunto azulgrana por 6-2 frente a las millonarias, con tantos de Florencia Coronel, Cecilia López, Daiana Mangafas, Sindy Ramírez y dos tantos de Débora Molina. El partido de vuelta por los cuartos de final del torneo entre San Lorenzo y River Plate se disputó el 6 de diciembre en el CENARD. El Ciclón empató 1-1 con un tanto de Caterina Taker y con el resultado global de 7-3 logró acceder a las semifinales del Torneo Clausura.
Las semifinales se disputaron a partidos ida y vuelta en cancha neutral y el rival de San Lorenzo en esta instancia sería el Club Kimberley. La primera semifinal se jugó el 9 de diciembre en el microestadio de Villa La Ñata con una contundente victoria por 5-0 del Ciclón con tantos de Sindy Ramírez, Daiana Mangafas, Caterina Taker y dos tantos de Federica Silvera. El partido de vuelta por las semifinales del torneo se disputó el 13 de diciembre en el microestadio de Comunicaciones. El vencedor esta vez sería Kimberley por 5-4 frente a "Las Santitas" que gracias a los tantos de Caterina Taker, Daiana Mangafas, Sindy Ramírez y Lourdes Lezcano, pudieron sellar el pase a la final del torneo con un resultado global de 9-5.
En la final del Torneo Clausura 2017, San Lorenzo se enfrentó a Sportivo Barracas en dos partidos disputados en cancha neutral. La primera final se jugó en el microestadio de Comunicaciones el 17 de diciembre y fue una noche fatídica para San Lorenzo que cayó por 4-0 frente a las arrabaleras. La final de vuelta del Torneo Clausura fue el 20 de diciembre en el CENARD. En una noche con un calor avasallante, San Lorenzo brilló de la mano de Federica Silvera. La uruguaya que se había sumado al iniciar la temporada para reforzar el plantel, anotó dos tantos en la primera mitad y el tercero a comienzos del segundo tiempo dejando al equipo a tiro de empatar la serie. Tras el tercer tanto, los minutos pasaban y San Lorenzo no encontraba el gol que le faltaba para llevar el partido a los penales. Entonces, faltando 4 minutos para el final ingresó Lourdes Lezcano con la camiseta de arquero jugador y rápidamente consigue asistir a Daiana Mangafas quien anotaría el cuarto tanto azulgrana que dejaba la serie con un resultado global de 4-4. Con el empate en el resultado global, el Torneo Clausura se definió con tiros desde el punto de penal. San Lorenzo anotó a través de Débora Molina, Sindy Ramírez y Eliana Medina y para las arrabaleras convirtieron Barbara Abot y Candela Cejas mientras que Lucrecia Morra le contuvo el segundo tiro a Silvina Nava dos veces (la jueza advirtió que en la primera ejecución la arquera se había adelantado) consiguiendo así la victoria para "Las Santitas" por 3-2 en la tanda de penales y el Torneo Clausura 2017.

### Campeón Anual 2017
Al consagrarse campeón del Torneo Clausura 2017, accedió a disputar la final para definir al Campeón Anual del 2017 frente al campeón del Torneo Apertura 2017, Racing Club. Esta final se disputó el 23 de diciembre en el microestadio de Comunicaciones. San Lorenzo comenzó ganando el encuentro con los goles de Lourdes Lezcano y Sindy Ramírez y se fue al descanso 2-0 arriba. En el complemento, nuevamente Lourdes Lezcano estira la ventaja y marca el 3-0 pero llega el descuento de Racing Club en los pies de su capitana, Sol Domínguez. Sobre el final, Racing atacaba con arquero jugador y tras una recuperación, San Lorenzo marca el 4-1 final a través de Débora Molina consagrándose tricampeón anual y obteniendo la clasificación a la Copa Libertadores de Futsal Femenino 2018. El campeonato Anual 2017 fue el décimo noveno título obtenido por San Lorenzo. Tras la consagración, la arquera Lucrecia Morra anuncia su retiro de la disciplina.

### Copa Argentina 2018
La Copa Argentina 2018 fue el vigésimo título obtenido por San Lorenzo. El Ciclón comenzó su camino en este torneo con una victoria por 6-0 frente al Club Unión de Ezpeleta por los octavos de final en SECLA el 28 de julio. Las autoras de los tantos en Avellaneda fueron Agustina "Tuty" Fernández y Federica Silvera con un tanto cada una y convirtieron por duplicado Débora Molina y Lourdes Lezcano.
Los  cuartos de final se disputaron el 11 de agosto nuevamente en el club SECLA donde San Lorenzo venció 3-1 a Pacífico con tantos de Sindy Ramírez, Lavinia Antequera y Débora Molina.
El encuentro por la semifinal se disputó el 23 de agosto en el Polideportivo Gorki Grana ubicado en la localidad de Morón donde San Lorenzo venció 4-0 a River Plate con tantos de Eliana Medina, Lourdes Lezcano, Cecilia López y Federica Silvera para acceder a la final del certamen. A diferencia de los cruces anteriores, la final del certamen se disputó a partidos ida y vuelta en cancha neutral.
La gran final de la Copa Argentina 2018 fue el Clásico de barrio entre San Lorenzo y Huracán. El partido de ida se disputó el 15 de septiembre en el Club Alvear con un gran marco de público y con victoria de San Lorenzo por 2-0 gracias a los tantos de Cecilia López y Eliana Medina. El partido de vuelta tuvo lugar el 20 de septiembre en el Club Alvear que nuevamente lograría una cifra récord de público para la disciplina con 1500 espectadores. Este encuentro definitorio lo comenzó ganando Huracán con un tanto de Nazarena González y llegando al final del primer tiempo, Federica Silvera marcó el empate para San Lorenzo. El segundo tiempo fue interrumpido a los 2 minutos de su inicio por incidentes entre las parcialidades que habían comenzado fuera del estadio en el entretiempo y se trasladaron dentro del Club Alvear por lo que el partido quedó suspendido. Los 18 minutos restantes de la segunda final de la Copa Argentina se disputaron el 2 de diciembre en el "La Catedral" de Hurlingham sin público. El encuentro tendría a San Lorenzo rápidamente al frente gracias a un tanto de Lourdes Lezcano obligando a Huracán a atacar con arquero jugador. De esta manera llegó el tercer gol del Ciclón tras un remate de Emily Brito desde su propio arco ante un Huracán desprotegido que luego lograría descontar con un tanto de Luz Giménez. El golpe de gracia del partido estuvo en los pies de Florencia Coronel quien puso el 4-2 definitivo para la victoria San Lorenzo que con un resultado global a favor de 6-2 se coronó Campeón de la Copa Argentina 2018.

### Supercopa 2019
La Supercopa 2019 fue el vigésimo primer título obtenido por San Lorenzo al cual accedió por ser el campeón de la Copa Argentina 2018. Este título fue una final para definir la plaza a la primera edición de la Liga Nacional de Futsal Femenino 2019 entre el Campeón de la Copa Argentina 2018 y el Campeón del torneo de AFA 2018 (Kimberley). Se disputó el 18 de abril en el microestadio de Ferro donde San Lorenzo comenzó ganando el primer tiempo 2-0 con tantos de Cecilia López y Rocío Vázquez. En la segunda mitad, El Ciclón estiró la ventaja con los tantos de Florencia Coronel y Eliana Medina, las celestes intentaron igualar el encuentro con arquero jugador marcando 3 tantos pero no les alcanzó y el resultado final fue 4-3 a favor de San Lorenzo que se consagró campeón y se clasificó a la Liga Nacional 2019.

### Liga Nacional 2019
La Liga Nacional 2019 fue el vigésimo segundo título obtenido por San Lorenzo al cual accedió a participar, en representación de los equipos de AFA de Buenos Aires, por ser el campeón de la Supercopa 2019.Esta fue la primera edición del torneo que tuvo como sede principal al Estadio Aldo Cantoni de la ciudad de San Juan. El Ciclón integró el grupo 4 y tuvo su debut el 26 de mayo frente a Aviador Origone de San Luis con una victoria por 10-1 en el Polideportivo del colegio "Nuestra Señora de Luján. Los tantos de la victoria frente al combinado de San Luis fueron de Federica Silvera, Rocío Correa, Seyla Romero, Eliana Medina, Lavinia Antequera y marcaron por duplicado Milagros Vargas y Débora Molina. El segundo encuentro del grupo fue el 27 de mayo en el Estadio Aldo Cantoni donde San Lorenzo venció por 20-0 a AFUTMA de Mendoza. Las goleadoras del encuentro frente a las mendocinas fueron Débora Molina, Seyla Romero, Milagros Vargas, Elisa Bustamante, Rocío Vázquez y Ariana Álvarez con un tanto, Vanina Preininger y Lavinia Antequera con dos, Rocío Correa y Eliana Medina marcaron por triplicado y la uruguaya Federica Silvera marcó cuatro. El último encuentro del grupo fue un interzonal frente a Lucio Sport de Formosa que se disputó el 28 de mayo en el Estadio Aldo Cantoni con victoria de San Lorenzo por 15-1. Las goleadoras de aquel encuentro fueron: Vanina Preininger con un tanto, Seyla Romero, Rocío Correa, Rocío Vázquez y Milagros Vargas con dos y Lavinia Antequera y Federica Silvera cerraron con tres tantos cada una.
Tras terminar primero en el grupo 4, San Lorenzo accedió a la semifinal del torneo donde enfrentó nuevamente a Lucio Sport de Formosa el 29 de mayo en el Estadio Aldo Cantoni. En esta semifinal, "Las Santitas" volvieron a vencer a Lucio Sport pero esta vez por 17-1. Las goleadoras de la semifinal fueron: Emily Brito, Elisa Bustamante, Vanina Preininger y Milagros Vargas con un tanto, Seyla Romero, Débora Molina y Federica Silvera con tres y la venezolana Lavinia Antequera fue la máxima anotadora con cuatro tantos.
La gran final de la Liga Nacional 2019 la definieron San Lorenzo y Metalúrgico de Río Grande el 30 de mayo en el Estadio Aldo Cantoni donde las azulgranas se impusieron por 9-0. Las goleadoras del Ciclón en la final consagratoria fueron: Vanina Preininger, Débora Molina y Eliana Medina con un tanto, Lavinia Antequera con dos tantos y Federica Silvera con cuatro tantos. Al finalizar el encuentro, la venezolana Emily Brito obtuvo el premio a la valla menos vencida y la uruguaya Federica Silvera el premio a la goleadora del certamen.

### Supercopa 2021
La Supercopa 2021 fue el vigésimo tercer título obtenido por San Lorenzo. "Las Santitas" comenzaron su participación en este torneo el 25 de febrero disputando los cuartos de final frente al Club Avellaneda. En este encuentro la victoria azulgrana fue por 4-0 en el Polideportivo Quinquela Martín de La Boca con tantos de Cecilia López, Sindy Ramírez, Naila Imbachi y Rocío Vázquez.
Las semifinales del certamen se disputaron el 27 de mayo en el Polideportivo Roberto Pando donde San Lorenzo venció 7-0 al Club Atlético Platense con tantos de Naila Imbachi, Florencia Coronel, Débora Molina, Lavinia Antequera, Milagros Vargas y dos tantos de Rocío Vázquez.
La final de la Supercopa 2021 fue entre San Lorenzo y Ferro el 28 de mayo en el Polideportivo Roberto Pando. El encuentro comenzó siendo favorable al conjunto de Caballito gracias a los tantos de Silvina Nava y Victoria Vélez mientras que "Las Santitas" lograrían el descuento a través de un tiro libre de Naila Imbachi durante el primer tiempo. Durante la mayor parte del segundo tiempo el encuentro se mantendría con estos números, hasta que faltando siete minutos para el final, San Lorenzo lograría la victoria por 3-2 gracias a dos tantos de Cecilia López consagrándose campeón de la Supercopa 2021. Tras finalizar el encuentro la capitana Eliana Medina anunció su retiro de la disciplina en el día de su cumpleaños número 34.

### Torneo Único 2021
El Campeonato de Primera División de Futsal Femenino 2021 fue el vigésimo cuarto título obtenido por el Club Atlético San Lorenzo de Almagro. Este torneo comenzó a inicios del 2021 y fue cancelado tras jugarse las dos primeras fechas del certamen por la pandemia del COVID 19 donde San Lorenzo había ganado sus dos primeros encuentros. El torneo volvió a inciarse en el mes julio bajo el nombre de Torneo Único 2021 y consistió en una fase regular de todos contra todos en la que San Lorenzo culminó en la segunda posición accediendo luego a la fase de play-off. El primer partido de play-off para San Lorenzo fue frente al Club Pacífico por los cuartos de final en una serie que se definió a partidos ida y vuelta. El primero se disputó el 7 de noviembre en el Polideportivo de Flores donde El Ciclón venció 2-1 a Pacífico con tantos de Milena Agapio y Seyla Romero. El partido de vuelta se disputó el 11 de noviembre en el Salón San Martín donde San Lorenzo volvió a vencer 2-1 con tantos de Rocío Solla y Seyla Romero para clasificarse a las semifinales del torneo.
Las semifinales del certamen se disputaron al mejor de tres partidos. El primero se disputó el 21 de noviembre en el Salón San Martín entre San Lorenzo y Racing Club donde el conjunto de Avellaneda venció 1-3. El único tanto azulgrana fue de Cecilia López y además la arquera Micaela Turek fue expulsada durante el primer tiempo. El segundo encuentro de semifinales se disputó el 25 de noviembre en Avellaneda donde San Lorenzo lograría igualar la serie tras vencer 3-2 a Racing Club con tantos de Florencia Coronel, Lavinia Antequera y un gol de penal a 5 minutos del final de la juvenil Juana Fonseca. El tercer partido de las semifinales se disputó el 28 de noviembre en el Polideportivo Roberto Pando. Este encuentro definitorio por el pase a la final del certamen fue una victoria por goleada de San Lorenzo por 5-0 sobre Racing Club con goles de Federica Silvera, Juana Fonseca y tres tantos de Débora Molina.
La gran final del Torneo Único 2021 fue entre San Lorenzo y Sportivo Barracas. La primera se disputó el 5 de diciembre en el Polideportivo Roberto Pando donde San Lorenzo goleó por 4-0 a Sportivo Barracas con tantos de Florencia Coronel, Cecilia López, Micaela Turek y Lavinia Antequera. El segundo encuentro se disputó en Barracas el 12 de diciembre. El primer tiempo culminó 0-0 y en el segundo Sportivo se puso en ventaja con un tanto de penal de Candela Cejas pero "Las Santitas" lograron igualarlo con un tanto de Juana Fonseca forzando la tanda de penales. En los penales anotaron Juana Fonseca y Florencia Coronel mientras que la arquera Micaela Turek contuvo 4 de los 5 penales pateados por Sportivo Barracas finalizando la tanda 2-1 a favor de San Lorenzo que se consagró Campeón del Torneo Único 2021 y se clasificó a la Copa Libertadores de Futsal Femenino 2022.

### Copa de Oro 2022
La Copa de Oro 2022 fue el vigésimo quinto título obtenido por el Club Atlético San Lorenzo de Almagro. Esta fue la primera edición del torneo al cual accedieron los 8 equipos mejor ubicados durante la primera rueda del Torneo de AFA 2022 del cual San Lorenzo terminó en la primera posición. Los cuartos de final se disputaron a partido único en cancha neutral. En esta instancia San Lorenzo venció 9-0 a SECLA el 9 de agosto en Racing. Los tantos de la goleada azulgrana fueron de Florencia Coronel, Naila Imbachi, Débora Molina, Cecilia López, Nicole Hain, Federica Silvera, Juana Fonseca y Luciana Ubeda que marcó por duplicado.
Las semifinales y la final del certamen se disputaron en el Estadio Polideportivo Islas Malvinas de la ciudad de Mar del Plata. En semifinales San Lorenzo venció 2-1 a Racing Club el 13 de agosto con tantos de Nicole Hain y Débora Molina y clasificó a la final por el título.
La final del certamen fue el 15 de agosto entre San Lorenzo y Sportivo Barracas. El encuentro comenzó favorable al Ciclón que a poco más de un minuto de iniciar el partido se puso en ventaja tras un remate desde el lateral de Florencia Coronel que tras un desvío en Yamila Budeguer terminó en gol. El empate para Sportivo llegó en los pies de Agustina González faltando poco menos de 6 minutos para el final del primer tiempo. El complemento comenzó de igual manera ya que "Las Santitas" se pusieron en ventaja al minuto de juego con un gol de Federica Silvera y el empate de las arrabaleras esta vez llegaría a tan solo 3 minutos del final del partido tras un remate de Agustina Gonzáles como arquera jugadora que se desvió en la cierre del Ciclón. El gol de la victoria y el título de San Lorenzo llegaría a falta de 1 minuto 42 segundos en los pies de Nicole Hain poniendo el resultado final de 3-2.

### Torneo de AFA 2022
El Torneo de AFA 2022 fue el vigésimo sexto título obtenido por el Club Atlético San Lorenzo de Almagro. El mismo consistió de una fase regular de la cual San Lorenzo culminó en la primera posición y una fase de play-off disputada entre los primeros 8 equipos. Los encuentros de cuartos de final, semifinal y final se disputaron al mejor de tres partidos haciendo de local en el primer y tercer partido (en caso de ser necesario) el equipo mejor ubicado en la tabla de la fase regular. San Lorenzo comenzó disputando los cuartos de final el 30 de octubre con una victoria por 4-0 frente a Platense en el Polideportivo Roberto Pando. Los goles de aquel encuentro fueron de Federica Silvera, Florencia Coronel y dos tantos de Nicole Hain. El segundo encuentro por los cuartos de final fue el 6 de noviembre en el predio de Platense donde San Lorenzo venció por 7-0 con tantos de Débora Molina, Emily Brito, Florencia Coronel, Luciana Ubeda, Naila Imbachi y dos tantos de Nicole Hain accediendo así a las semifinales del torneo.
En instancias de semifinal San Lorenzo enfrentó a Estudiantes de Buenos Aires. El primer encuentro se disputó en el Polideportivo Roberto Pando el 17 de noviembre y el Ciclón caería derrotado por 2-4. Esa noche marcaron para "Las Santitas" Florencia Coronel y Juana Fonseca. El segundo encuentro correspondiente a las semifinales se disputaron en el CEDEM 2 ubicado en la localidad de Caseros el 20 de noviembre. En este encuentro San Lorenzo venció 5-1 a Estudiantes llevando la definición a un tercer partido. Las goleadoras azulgranas fueron Tamara Arario, Florencia Coronel, Federica Silvera, Naila Imbachi y Cecilia López. El tercer partido y definitorio se disputó en el Salón San Martín el 24 de noviembre. En un encuentro muy parejo y disputado hasta el final San Lorenzo golpeó primero con un tanto de Nicole Hain en el segundo tiempo pero rápidamente llegó el empate de Estudiantes a través de Lorena Benítez y tras persistir el empate hasta el final el partido se definió en los penales. En esta instancia concretaron para "Las Santitas" Juana Fonseca, Nicole Hain, Federica Silvera y Florencia Coronel mientras que para Estudiantes concretaron Sofía Florentín, Lorena Benítez y Micaela Schneider pero tras fallar Natalia Gatti que estrelló su remate en el palo y Daniela Mereles en el último remate que fue contenido por Micaela Turek, la victoria por 4-3 y la clasificación a la final del certamen fue para San Lorenzo.
La primera final del Torneo de AFA se disputó el 3 de diciembre en el Polideportivo Roberto Pando donde se enfrentaron San Lorenzo y Sportivo Barracas. El encuentro comenzó favorable a las arrabaleras gracias a un tanto de Daiana Antognini pero más tarde llegarían dos goles de Rocío Vázquez para poner a Las Santitas 2-1 durante la primera mitad. Durante la segunda mitad, San Lorenzo lograría estirar la ventaja tras un gol de Florencia Coronel y sobre el final llegaría el descuento de Sportivo con un tanto de Belén Mancebo para poner el 3-2 final a favor de El Ciclón. El segundo encuentro se disputó en Barracas el 7 de diciembre. Este encuentro fue muy trabado, Sportivo tuvo una sexta falta para poder ganar el partido a 2 minutos del final que contuvo Emily Brito y luego Las Santitas tendrían dos situaciones claras para ganar el partido pero sin poder concretar. Tras culminar el tiempo regular en 0-0 el encuentro se definió por penales al igual que en la final del 2021. En la tanda, Candela Cejas marcó el primero para Sportivo pero luego los remates de Belén Mancebo, Daiana Antognini y Ludmila Manicler serían contenidos por Micaela Turek. Para el Ciclón pudieron convertir Nicole Hain y el penal de la victoria estuvo en los pies de Florencia Coronel decretando el 2-1 final y el bicampeonato para San Lorenzo.

### Copa de Oro 2024
La Copa de Oro 2024 fue el vigésimo séptimo título obtenido por el Club Atlético San Lorenzo de Almagro. Esta fue la tercera edición del torneo al cual accedieron los 8 equipos mejor ubicados durante la primera rueda del Torneo de AFA 2024 del cual San Lorenzo terminó en la primera posición. Además en esta edición se decidió invitar a participar al campeón y subcampeón de la liga rosarina de futsal femenino.
En la instancia de octavos de final, San Lorenzo venció 8-2 a River Plate en el microestadio de Racing Club con dos tantos de Mariangela Magdaleno, dos de Florencia Coronel, dos de Rocío Vázquez, uno de Ayelén Almirón y uno de Eliana Medina.
Los cuartos de final del certamen se disputaron en el microestadio de Franja de Oro y en esta instancia San Lorenzo se enfrentó al Club Atlético Independiente. El Ciclón comenzó ganando 3-0 con tantos de Daniela Camargo, Rocío Vázquez y Florencia Coronel pero sobre el final Independiente conseguiría alcanzar el empate gracias a los tantos de las brasileñas Mayara Bertollo y Anny Lemes (quien convirtió por duplicado) forzando así la tanda de penales. Independiente comenzó pateando y el primer penal, ejecutado por Melany Correa, sería contenido por la arquera azulgrana Micaela Turek. Luego convirtieron para el conjunto de Avellaneda María Alonso y Anny Lemes y falló Florencia Porcires. Para San Lorenzo convirtieron Daniela Camargo, Luciana Zacmon, Eliana Medina y por último Florencia Coronel sería las encargada de sellar el pase a las semifinales.
Las semifinales y la final del torneo se disputaron en el Estadio Cubierto Claudio Newell de la ciudad de Rosario. En la instancia de semifinales, San Lorenzo venció por 7-1 al subcampeón rosarino, el club Banco Nación, con dos tantos de Mariangela Magdaleno, dos de Naila Imbachi, uno de Brisa Campos, uno de Ayelén Almirón y uno de Daniela Camargo.
La final de la Copa de Oro 2024 fue entre San Lorenzo y Horizonte, el vigente pentacampeón Rosarino que avanzó a la última instancia del campeonato tras eliminar a Racing Club en semifinales. El encuentro decisivo comenzaría favorable al conjunto local que se pondría en ventaja gracias al tanto de María Sironi durante la primera mitad mientras que en el complemento, tras un tiro de esquina ejecutado por Luciana Zacmon y la definición de Tamara Arario, San Lorenzo lograría igualar el marcador a falta de 12 minutos para el final del partido. Tan solo un minuto más tarde, la colombiana Daniela Camargo sería la encargada de marcar el 2-1 definitivo en favor de San Lorenzo tras una nueva habilitación de la chaqueña Luciana Zacmon.

## Rivalidades
Las rivalidades del Futsal de San Lorenzo son las heredadas del fútbol de campo masculino. El clásico rival del Ciclón es Huracán, con quien disputa el Clásico Porteño. El Ciclón y el Globo tuvieron varios encuentros decisivos en la disciplina, el más destacado fue la final de la Copa Argentina 2018 donde Las Santitas triunfaron y se quedaron con el torneo.
Además, las otras rivalidades de las santas son (también heredadas del fútbol de campo) los demás clubes que, junto a San Lorenzo, completan la nómina de los 5 grandes del fútbol argentino: Racing, Independiente, River y Boca.
A lo largo de la historia de la disciplina se han generado grandes rivalidades entre San Lorenzo y los equipos protagonistas de la época que por diversos motivos han dejado de competir en el torneo como Banfield, Arsenal, Leopardi y Kimberley entre otros. En la actualidad ha tomado relevancia el partido entre San Lorenzo y Ferro Carril Oeste y es considerado uno de los encuentros más atractivos de la Primera División.

## Palmarés
- Primera División (16): 2005, 2006, A. 2008, C. 2008, A. 2009, C. 2009, C. 2010, A. 2011, C. 2011, A. 2012, A. 2013, 2015, 2016, C. 2017, 2021, 2022
- Torneo Anual (5): 2008, 2009, 2011, 2012, 2017.
- Supercopa Argentina (2): 2019, 2021.
- Copa de Oro (2): 2022, 2024.
- Copa Argentina (1): 2018.
- Liga Nacional (1): 2019.
- Copa Integración (1): 2006.
- Copa Municipalidad de San Martín (1): 2008.
- Copa Mendoza (1): 2008.
- Juego de las Estrellas (1): 2011.
- Copa Mujer y Deporte (1): 2012.

## Copa Libertadores de Futsal Femenino
San Lorenzo disputó la primera edición de la Copa Libertadores en el año 2013 (denominada inicialmente como "Copa Mujeres de América") y desde entonces su presencia en los certámenes internacionales fue una constante. Actualmente es el club argentino y sudamericano con más participaciones en el certamen con siete participaciones. También es el club sudamericano que más veces alcanzó el podio obteniendo la medalla de plata en dos ocasiones y la de bronce en 4 oportunidades. Además es el club líder en la tabla histórica de puntos de todo el torneo.

### Podios de San Lorenzo en la Copa Libertadores
Copa Libertadores 2013 
Copa Libertadores 2015 
Copa Libertadores 2016 
Copa Libertadores 2018 
Copa Libertadores 2022 
Copa Libertadores 2023 

### Clasificación histórica de San Lorenzo en la Copa Libertadores
Actualizado hasta la edición de 2023 inclusive.
| Pos. | Equipo           | Participaciones | Puntos | Jugados | Ganados | Empatados | Perdidos | G. F. | G. C. |
| ---- | ---------------- | --------------- | ------ | ------- | ------- | --------- | -------- | ----- | ----- |
| 1    | San Lorenzo      | 7               | 76     | 39      | 25      | 1         | 13       | 134   | 88    |
| 3    | Sport Colonial   | 4               | 42     | 22      | 13      | 3         | 6        | 74    | 59    |
| 2    | Unochapecó       | 2               | 36     | 12      | 12      | 0         | 0        | 162   | 9     |
| 4    | Barateiro        | 2               | 33     | 11      | 11      | 0         | 0        | 93    | 12    |
| 5    | Santiago Morning | 3               | 28     | 16      | 9       | 1         | 6        | 74    | 49    |
| 6    | Río Negro City   | 3               | 21     | 15      | 7       | 0         | 8        | 55    | 59    |
| 7    | Peñarol          | 3               | 21     | 16      | 6       | 3         | 7        | 33    | 43    |
| 8    | Always Ready     | 2               | 20     | 11      | 6       | 2         | 3        | 42    | 24    |
| 9    | Leõas da Serra   | 1               | 18     | 6       | 6       | 0         | 0        | 49    | 3     |
| 10   | Stein Cascavel   | 1               | 18     | 6       | 6       | 0         | 0        | 45    | 0     |

### Goleadoras de San Lorenzo en la Copa Libertadores
| Pos. | Jugadora          | Participaciones | Ediciones                 | Goles |
| ---- | ----------------- | --------------- | ------------------------- | ----- |
| 1    | Daiana Mangafas   | 3               | 2015 - 2016 - 2017        | 13    |
| 2    | Sindy Ramírez     | 3               | 2015 - 2016 - 2017        | 11    |
| 3    | Débora Molina     | 4               | 2016 - 2017 -2018 - 2022  | 8     |
| 3    | Lourdes Lezcano   | 4               | 2015 -2016 - 2017 -2018   | 8     |
| 4    | Rocío Vázquez     | 3               | 2018 - 2022 - 2023        | 7     |
| 4    | Federica Silvera  | 3               | 2018 - 2022 - 2023        | 7     |
| 4    | Lavinia Antequera | 2               | 2018 - 2022               | 7     |
| 5    | Daniela Camargo   | 1               | 2023                      | 6     |
| 6    | Eliana Medina     | 4               | 2015 - 2016 - 2017 -2018  | 5     |
| 6    | Juana Fonseca     | 2               | 2022 - 2023               | 5     |
| 7    | Florencia Coronel | 4               | 2017 - 2018 - 2022 - 2023 | 4     |

## Plantel actual
| Temporada 2024 | Temporada 2024       | Temporada 2024 | Temporada 2024 | Temporada 2024 |
| N.º            | Nombre               | Posición       | Edad           | Nacionalidad   |
| -------------- | -------------------- | -------------- | -------------- | -------------- |
| 1              | Micaela Turek        | Arquera        | 37 años        | Argentina      |
| 2              | Tamara Arario        | Cierre         | 35 años        | Argentina      |
| 3              | Brisa Campos         | Cierre         | 20 años        | Argentina      |
| 4              | Lucía Taborda        | Cierre         | 27 años        | Argentina      |
| 5              | Naila Imbachi        | Cierre         | 40 años        | Colombia       |
| 6              | Verónica Vallejos    | Ala            | 28 años        | Paraguay       |
| 7              | Florencia Coronel    | Ala            | 30 años        | Argentina      |
| 8              | Eliana Medina        | Cierre         | 38 años        | Argentina      |
| 9              | Daniela Camargo      | Pivot          | 24 años        | Colombia       |
| 10             | Rocío Vázquez        | Ala            | 23 años        | Argentina      |
| 11             | Luciana Zacmon       | Ala            | 20 años        | Argentina      |
| 12             | Emily Brito          | Arquera        | 33 años        | Venezuela      |
| 14             | Ayelén Almirón       | Ala            | 21 años        | Argentina      |
| 16             | Paola Aguirre        | Arquera        | 33 años        | Colombia       |
| 18             | Mariangela Magdaleno | Ala            | 23 años        | Venezuela      |
| 20             | Débora Molina        | Ala            | 40 años        | Argentina      |

## Cuerpo Técnico
| Cuerpo Técnico 2024    | Cuerpo Técnico 2024       |
| ---------------------- | ------------------------- |
| Director Técnico       | Claudio Daniel García     |
| Ayudante de Campo      | Alejandro Isidro Castro   |
| Médica                 | María Belén De Alzáa      |
| Preparador Físico      | Juan Pablo D'Amato        |
| Entrenador de Arqueras | Martín Alejandro Domingos |
| Utilería               | Esteban Sabarese          |